# طرح کتابخانه دیجیتال خط میخی
طرح کتابخانه دیجیتال خط میخی (به انگلیسی: Cuneiform Digital Library Initiative) با نام کوتاه CDLI یک پروژه بین‌المللی کتابخانه دیجیتال است که هدف آن قرار دادن متن و تصاویر حدود ۵۰۰٬۰۰۰ لوح خط میخی بازیابی‌شده متعلق به حدود ۳۳۵۰ قبل از میلاد تا پایان دوره پیش از مسیحیت، به‌صورت آنلاین است. مدیران پروژه، رابرت کیث انگلاند از دانشگاه کالیفرنیا در لس آنجلس و یورگن رن از مؤسسه ماکس پلانک برای تاریخ علم هستند. همکاران اصلی این پروژه جیکوب دال در دانشگاه آکسفورد، برتراند لافرون از مرکز ملی پژوهش‌های علمی فرانسه، نانتر، و امیلی پاژه-پرون از دانشگاه تورنتو هستند. پیش از این، پیتر دمرآو (۱۹۳۹–۲۰۱۱) از مؤسسه ماکس پلانک و استیون جی. تینی، مدیر فرهنگ‌نامه سومری پنسیلوانیا به‌عنوان همکار اصلی حضور داشتند. در سال ۲۰۰۴ انگلاند به‌دلیل فعالیت‌هایش در این پروژه جایزه ریچارد دبلیو. لایمن از بنیاد ملی علوم انسانی را دریافت کرد.
این پروژه در سال ۱۹۹۸ آغاز شد اما تا سال ۲۰۰۰ بود که بودجه‌ای سه‌ساله از سوی بنیاد ملی علوم انسانی و طرح کتابخانه‌های دیجیتال بنیاد ملی علوم دریافت کرد. در این مرحله دیجیتالی کردن و آنلاین کردن تدریجی مجموعه‌های موزه خاور نزدیک برلین (آنلاین در ۲۰۰۱)، مؤسسه کاتولیک پاریس (آنلاین در ۲۰۰۲)، موزه ارمیتاژ و موزه انسان‌شناسی فیبی ای. هرست (آنلاین در ۲۰۰۳) و موزه باستان‌شناسی و انسان‌شناسی دانشگاه پنسیلوانیا انجام شد. مرحله بعدی از سال ۲۰۰۴ تا ۲۰۰۶ با بودجه فدرال از سوی بنیاد ملی علوم انسانی و مؤسسه خدمات موزه و کتابخانه تأمین شد، که بر مؤلفه‌های آموزشی جدید و سیستم‌های دسترسی مقیاس‌پذیر به داده‌ها تمرکز داشت.